# Gary (Minnesota)
Gary város az USA Minnesota államában, Norman megyében. Lakosainak száma 227 fő (2020. április 1.).

## Népesség
A település népességének változása:

| 2010 | 214 |
| 2020 | 227 |